# Wanghai (sockenhuvudort i Kina, Liaoning Sheng, lat 40,34, long 122,17)
Wanghai är en sockenhuvudort i Kina. Den ligger i provinsen Liaoning, i den nordöstra delen av landet, omkring 190 kilometer sydväst om provinshuvudstaden Shenyang. Antalet invånare är 8 146. Befolkningen består av 3 616 kvinnor och 4 530 män. Barn under 15 år utgör 12,0 %, vuxna 15-64 år 80 %, och äldre över 65 år 7,0 %.
Runt Wanghai är det tätbefolkat, med 297 invånare per kvadratkilometer. Närmaste större samhälle är Gaizhou, 17,9 km öster om Wanghai. Trakten runt Wanghai består till största delen av jordbruksmark.
Genomsnittlig årsnederbörd är 910 millimeter. Den regnigaste månaden är juli, med i genomsnitt 262 mm nederbörd, och den torraste är januari, med 7 mm nederbörd.